# Trokavec
Trokavec je obec v okrese Rokycany v Plzeňském kraji. Leží v pohoří Brdy při severozápadním úpatí vrchu Trokavecká skála (706 m), zhruba třináct kilometrů jihovýchodně od Rokycan. Žije v ní 116 obyvatel.

## Historie
První písemná zmínka o obci pochází z roku 1545.
V roce 2007 se zde konalo místní referendum o umístění radaru obranného systému Spojených států amerických v blízkosti obce na bezejmenném vrcholu Kóta 718,8 m na okraji bývalého vojenského újezdu Brdy, v němž se občané vyslovili proti radaru; během tohoto období se obec stala mediálně známou.
V souvislosti se zánikem vojenského újezdu Brdy bylo k 1. lednu 2016 k obci připojeno katastrální území Trokavec v Brdech, které vzniklo k 10. únoru 2014. Toto území má rozlohu 0,169 km² a je zde evidováno 0 budov a 0 obyvatel.

## Obyvatelstvo
| Rok            | 1869 | 1880 | 1890 | 1900 | 1910 | 1921 | 1930 | 1950 | 1961 | 1970 | 1980 | 1991 | 2001 | 2011 | 2021 |
| -------------- | ---- | ---- | ---- | ---- | ---- | ---- | ---- | ---- | ---- | ---- | ---- | ---- | ---- | ---- | ---- |
| Počet obyvatel | 514  | 594  | 506  | 431  | 407  | 388  | 383  | 217  | 224  | 178  | 143  | 132  | 105  | 87   | 100  |
| Počet domů     | 59   | 70   | 70   | 71   | 71   | 71   | 75   | 75   | 64   | 62   | 51   | 62   | 63   | 65   | 68   |

## Obecní správa
Mezi lety 1869–1979 Trokavec byl obcí v okrese Plzeň (1869–1890) a později v okrese Rokycany. Od 1. ledna 1980 do 31. prosince 1991 patřil jako část města k Mirošovu a od 1. ledna 1992 je opět samostatnou obcí. V roce 1869 a v letech 1961–1979 k obcí patřily Vísky.

### Obecní symboly
Znak a vlajka byly obci uděleny rozhodnutím předsedy Poslanecké sněmovny Parlamentu České republiky dne 25. března 2005.

## Pamětihodnosti
- Pomník padlým v první světové válce na návsi

## Galerie

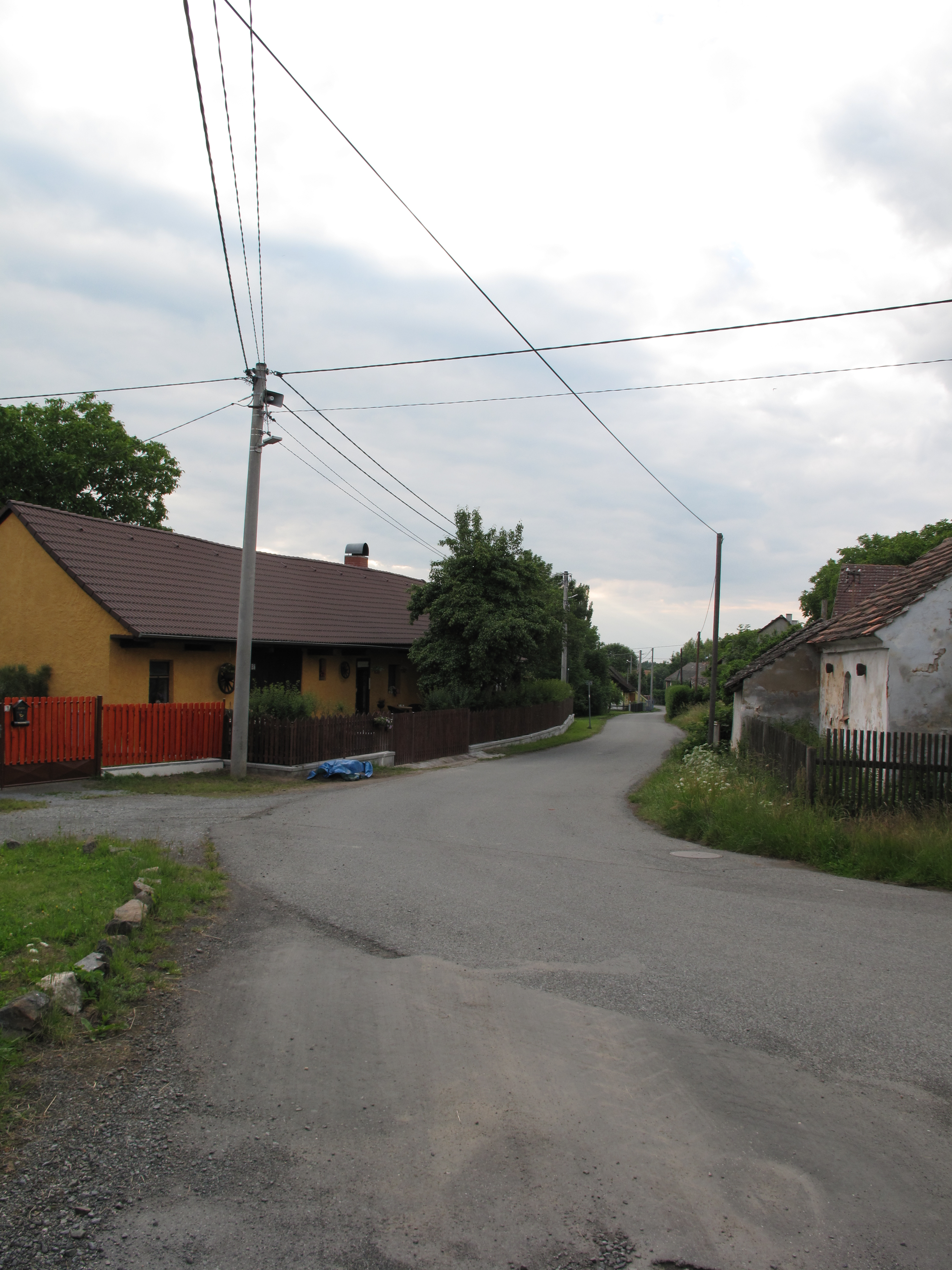
Cesta
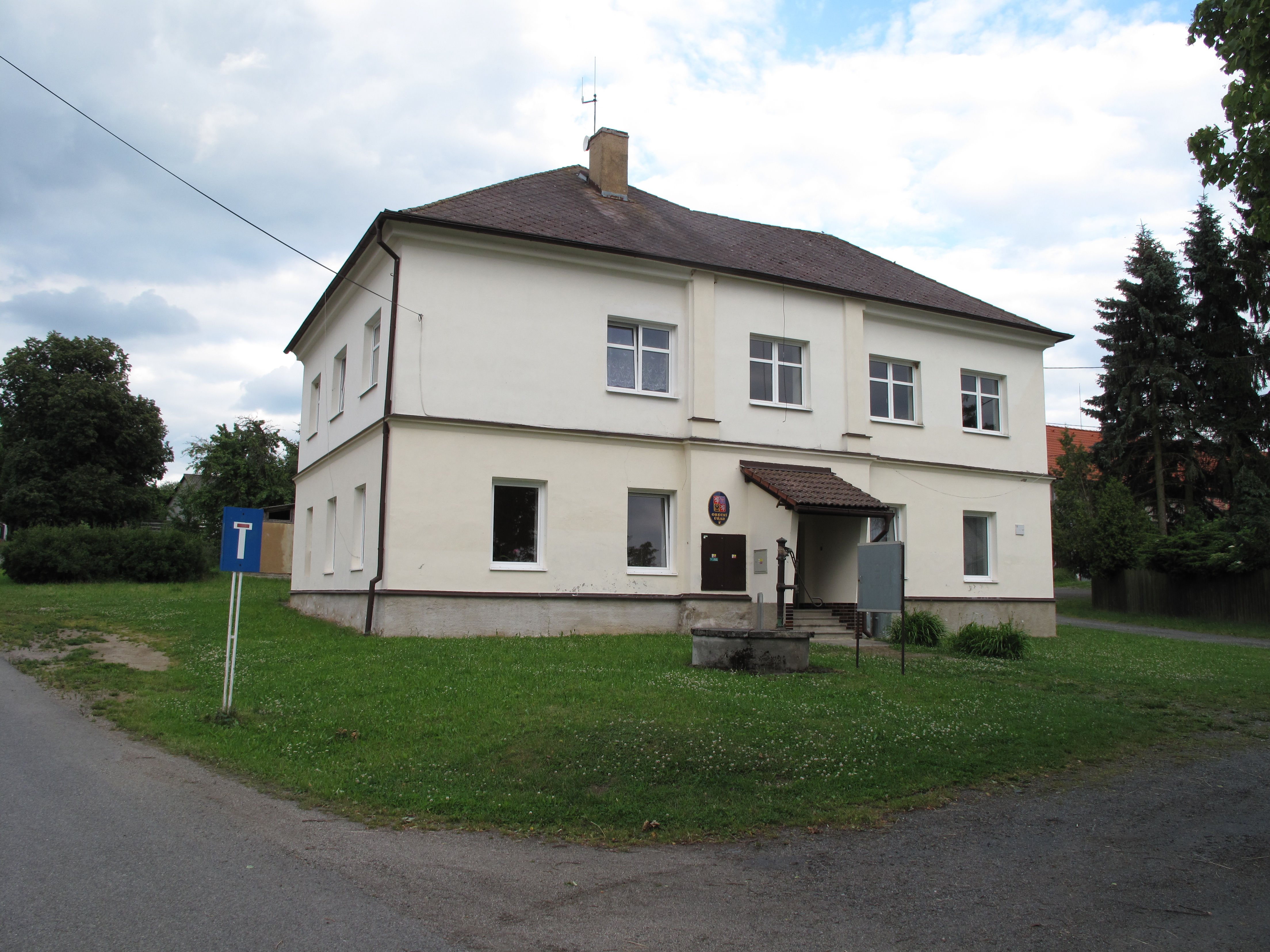
Obecní úřad